# Javno zdravje
Javno zdravje je veja medicine, ki se ukvarja s preprečevanjem bolezni, krepitvijo zdravja in podaljševanjem življenja z organiziranimi ukrepi družbe.
Zdravnik ali zobozdravnik specialist za to področje se imenuje specialist javnega zdravja.

## Definicija
Javno zdravje je širok pojem brez enotne mednarodne definicije. Izraz javno zdravje (angl. public health) se v literaturi uporablja za opis vsaj treh različnih pojmov: zdravja prebivalstva, področja znanosti ter družbenih strategij varovanja in krepitve zdravja. Vendar pa je pri vseh različnih opredelitvah vedno izražen javni interes in poudarjen populacijski pristop s ciljem izboljšanja zdravja prebivalstva. Za razliko od kurativne medicine, ki je usmerjena v obravnavo posameznika, je pri javnem zdravju v ospredju zdravje prebivalstva ali populacijskih skupin, v smislu obvladovanja nalezljivih bolezni, odzivanja na različne grožnje zdravju, izvajanja preventivnih programov ali pa usklajevanja medsektorskih politik za izboljšanje zdravja ter zmanjševanje neenakosti v zdravju.
V zvezi s formalno organizirano javnozdravstveno službo ali dogajanjem v zdravstvenem sistemu na tem področju se v slovenščini uporablja tudi izraz javno zdravstvo.